# Дрезденко
Дрезденко (пољ. Drezdenko) је град у Пољској у Војводству Лубушком у Повјату strzelecko-drezdenecki. Према попису становништва из 2011. у граду је живело 10.563 становника.
.

## Становништво
Према прелиминарним подацима са пописа, у граду је 2011. живело 10.563 становника.
| 2002.  | 2011.  | 2012.  |
| ------ | ------ | ------ |
| 10.508 | 10.563 | 10.491 |

## Партнерски градови
- Винсен
- Верт на Рајни